# Séranvillers-Forenville
Séranvillers-Forenville is een gemeente in het Franse Noorderdepartement (regio Hauts-de-France) en telt 287 inwoners (2005). De plaats maakt deel uit van het arrondissement Cambrai.

## Geografie
De oppervlakte van Séranvillers-Forenville bedraagt 7,3 km², de bevolkingsdichtheid is 39,3 inwoners per km².
De onderstaande kaart toont de ligging van Séranvillers-Forenville met de belangrijkste infrastructuur en aangrenzende gemeenten.

## Demografie
Onderstaande figuur toont het verloop van het inwonertal (bron: INSEE-tellingen).

1. ↑  Populations de référence 2022.